# Anoplophora zonator
Anoplophora zonator es una especie de escarabajo longicornio del género Anoplophora, subfamilia Lamiinae. Fue descrita científicamente por Thomson en 1878.
Se distribuye por China, Laos, Malasia, Birmania y Tailandia. Mide 26-36 milímetros de longitud. El período de vuelo de esta especie ocurre en los meses de abril, mayo, junio, julio y septiembre.